# 奧林匹克運動會獎牌
奧林匹克運動會獎牌是頒發給在每屆奧運會賽事中取得前三位的運動員或隊伍。取得第一名的會得金牌、第二名得銀牌，第三名則為銅牌。

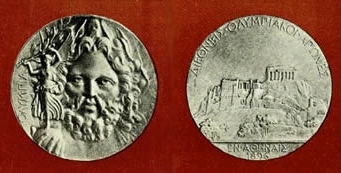
首屆奧運會的銀牌

首兩屆的奧運會並未有固定的獎牌制度。在首屆夏季奧運會中，奪得冠軍的運動員是得到銀牌，而非金牌，第二名的則取得銅牌，第三名並沒有獎牌。而第二屆的賽事中，東道主向取得前三名的運動員頒發獎杯。至1904年聖路易斯奧運會，金、銀、銅的獎牌制度正式落實，但1904、1908、1912年三届奥运会的金牌为纯金制作且直径较小，1920年起金牌改为镀金。
據國際奧林匹克委員會規定，每面獎牌直徑至少60毫米，厚3毫米，金牌至少含有6克純金，重量不限。至今，歷屆奧運會中最重的獎章為2010年溫哥華冬季奧運會的獎牌，重量約500至576克，夏季奧林匹克運動會最大最重的獎牌則是2012倫敦奧運的獎牌。

## 獎牌成分
各獎牌成分如下：（2012年夏季奧運）
- 金牌：金1.35%、銀92.5%、銅6.15%
- 銀牌：銀100%
- 銅牌：銅97%、鋅2.5%、錫0.5%

## 準備的獎牌數量
不是302個項目（2012年夏季奧運）就會有302個金、銀、銅牌，而是比此數更多，因為會考慮可能會名次並列以及團體賽的情形，而且會有剩餘，這些獎牌會將其致中放置於主辦城市的組委會及所在城市該國的奧委會及國際奧委會做存檔，剩餘的就會由國際奧委會銷毀（方式：剪去緞帶→高溫熔化並分離出不同金屬→後續處理）。

## 資料來源
1. ↑  奧運百科 – P.59 – 海燕出版社
2. ↑  .   [2010-03-26]. （原始内容存档于2020-05-17）.